# Nils Asther
Nils Asther, nato Nils Anton Alfhild Asther (Copenaghen, 17 gennaio 1897 – Stoccolma, 13 ottobre 1981), è stato un attore svedese.
Nato in Danimarca, ma di nazionalità svedese, Nils Asther lavorò a Hollywood dal 1926 fino agli anni cinquanta. Per il suo fascino e la sua bellezza fu soprannominato "un Greta Garbo maschile" ("the male Greta Garbo").

## Biografia
Nato nel 1897 a Copenaghen, crebbe a Malmö, una città nel sud della Svezia. Ancora giovane, andò a vivere a Stoccolma per studiare recitazione. La sua insegnante era una famosa attrice svedese, Augusta Lindberg. Nonostante i trent'anni di differenza di età, i due diventarono amanti. L'attrice lo aiutò a ottenere il primo ingaggio teatrale al Lorensbergsteatern di Göteborg. Nel 1916, Mauritz Stiller gli affidò un ruolo in Vingarne. Iniziò così la sua carriera cinematografica che, dopo numerosi film danesi, svedesi e tedeschi, lo portò nel 1927 oltre oceano: il suo primo film a Hollywood fu Topsy and Eva di Del Lord. Nel 1930, Asther sposò Vivian, una delle due sorelle Duncan, le protagoniste del film. Dal matrimonio, nacque una figlia, Evelyn.
Il suo bell'aspetto gli procurò dei ruoli da protagonista a fianco di attrici famose quali Pola Negri, Marion Davies, Joan Crawford e Greta Garbo. Con quest'ultima, girò due film. Si fece crescere anche i baffetti per aumentare il suo fascino.
Con l'avvento del sonoro, Asther prese lezioni di dizione per migliorare il suo accento straniero. Per aggirare il problema, gli vennero affidati dei ruoli come quello in L'amaro tè del generale Yen (1934), dove interpretava il generale cinese.
Con gli anni, calati gli impegni cinematografici, cercò di lavorare per la televisione fino a decidere di ritornare in Svezia alla fine degli anni cinquanta. Dopo alcuni lavori al cinema e sul piccolo  schermo, decise di abbandonare la recitazione per dedicarsi alla pittura.

## Filmografia

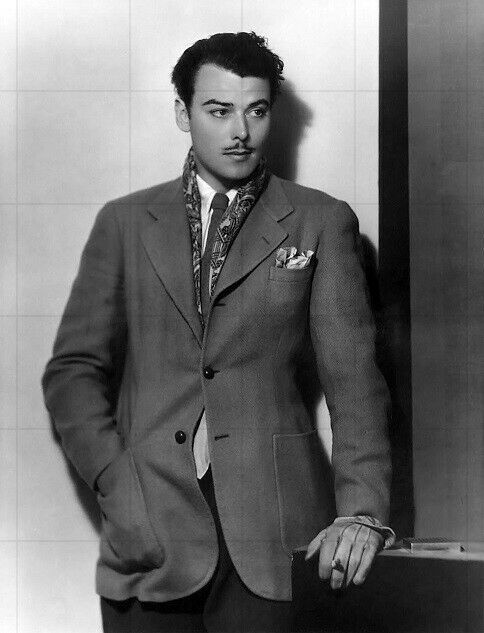
Nils Asther negli anni '20

- Vingarne, regia di Mauritz Stiller (1916)
- Gyurkovicsarna, regia di John W. Brunius (1920)
- Vem dömer, regia di Victor Sjöström (1922)
- Briefe, die ihn nicht erreichten, regia di Friedrich Zelnik (1925)
- Gauner im Frack, regia di Manfred Noa (1927)
- Topsy and Eva, regia di Del Lord (1927)
- Padre (Sorrell and Son), regia di Herbert Brenon (1927)
- Danubio bleu (The Blue Danube), regia di Paul Sloane (1928)
- Ridi pagliaccio (Laugh, Clown, Laugh), regia di Herbert Brenon (1928)
- Amori di un'attrice (Loves of an Actress), regia di Rowland V. Lee (1928)
- Le nostre sorelle di danza (Our Dancing Daughters), regia di Harry Beaumont (1928)
- Adriana Lecouvreur, regia di Fred Niblo (1928)
- Il fidanzato di cartone (The Cardboard Lover), regia di Robert Z. Leonard (1928)
- Orchidea selvaggia (Wild Orchids), regia di Sidney Franklin (1929)
- Donna che ama (Single Standard), regia di John S. Robertson (1929)
- The Wrath of the Seas, regia di Manfred Noa (1929)
- Il vampiro del mare (The Sea Bat), regia di Lionel Barrymore (non accreditato) (1930)
- Ritorno (Letty Lynton), regia di Clarence Brown (1932)
- L'amaro tè del generale Yen (The Bitter Tea of General Yen), regia di Frank Capra (1933)
- Sogno d'estate (The Right to Romance), regia di Alfred Santell (1933)
- La spia B28 (Madame Spy), regia di Karl Freund (1934)
- Serenata di Schubert (Love Time), regia di James Tinling (1934)
- Flying Blind, regia di Frank McDonald (1941)
- La follia di Barbablù (Bluebeard), regia di Edgar G. Ulmer (1944)
- Sansone e Dalila (Samson and Dalialh), regia di Cecil B. DeMille (1949)

## Doppiatori italiani
Nelle versioni in italiano delle opere in cui ha recitato, Nils Asther è stato doppiato da:
- Renzo Ricci in L'amaro tè del generale Yen